# Château de Saint-Maurice-du-Désert
Le château de Saint-Maurice-du-Désert est un édifice situé aux Monts d'Andaine, en France.

## Localisation
Le monument est situé dans le département français de l'Orne, au sud-est du bourg de Saint-Maurice-du-Désert, commune déléguée de la commune nouvelle des Monts d'Andaine.

## Architecture
Les façades et les toitures du manoir avec ses deux ailes et de la poterne avec les deux pavillons d'entrée sont inscrits au titre des monuments historiques depuis le 8 décembre 1981.